# Quiévrechain
Quiévrechain ist eine französische Stadt mit 6078 Einwohnern (Stand: 1. Januar 2022) im Département Nord in der Region Hauts-de-France. Sie gehört zum Kanton Marly im Arrondissement Valenciennes und ist Mitglied im Gemeindeverband Valenciennes Métropole.

## Geographie
Die Stadt Quiévrechain liegt im Nordfranzösischen Kohlerevier und im Regionalen Naturpark Scarpe-Schelde an der Grenze zu Belgien am Fluss Aunelle, etwa zehn Kilometer nordöstlich von Valenciennes.
Umgeben wird Quiévrechain von den Nachbargemeinden Crespin im Norden, Quiévrain (Belgien) im Osten, Honnelles im Südosten, Rombies-et-Marchipont im Süden sowie Quarouble im Westen.

## Bevölkerungsentwicklung
| Jahr                       | 1962 | 1968 | 1975 | 1982 | 1990 | 1999 | 2006 | 2012 | 2021 |
| Einwohner                  | 6332 | 7102 | 7269 | 7186 | 6456 | 6609 | 5750 | 6263 | 6208 |
| Quellen: Cassini und INSEE |      |      |      |      |      |      |      |      |      |

## Sehenswürdigkeiten
- Kirche Sacré-Cœur, 1892 errichtet
- Kirche Saint-Martin
- Commonwealth-Soldatenfriedhof
- Moschee
- zwei Wassertürme

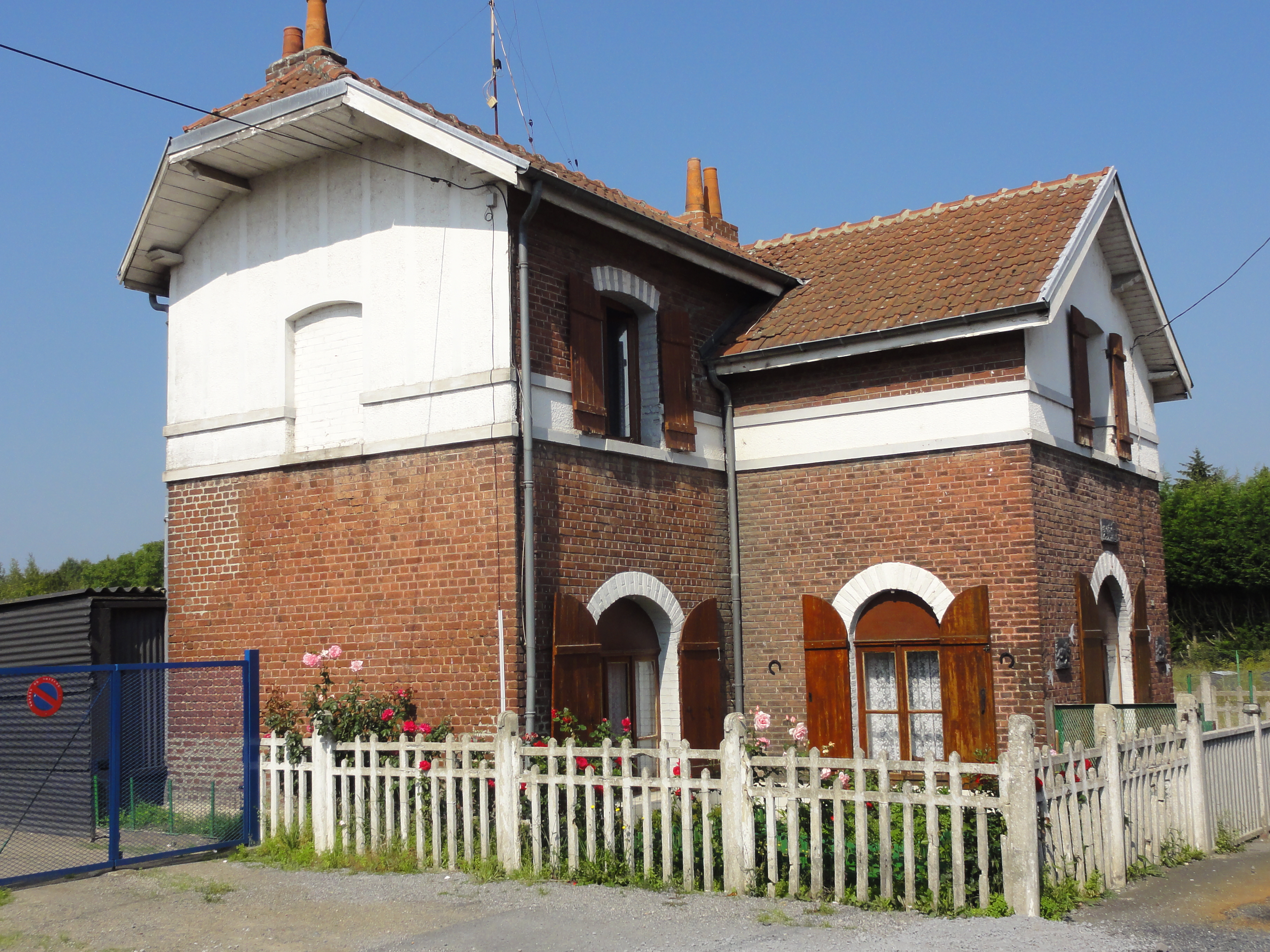
Ehemaliges Bahnhofsgebäude Blanc-Misseron
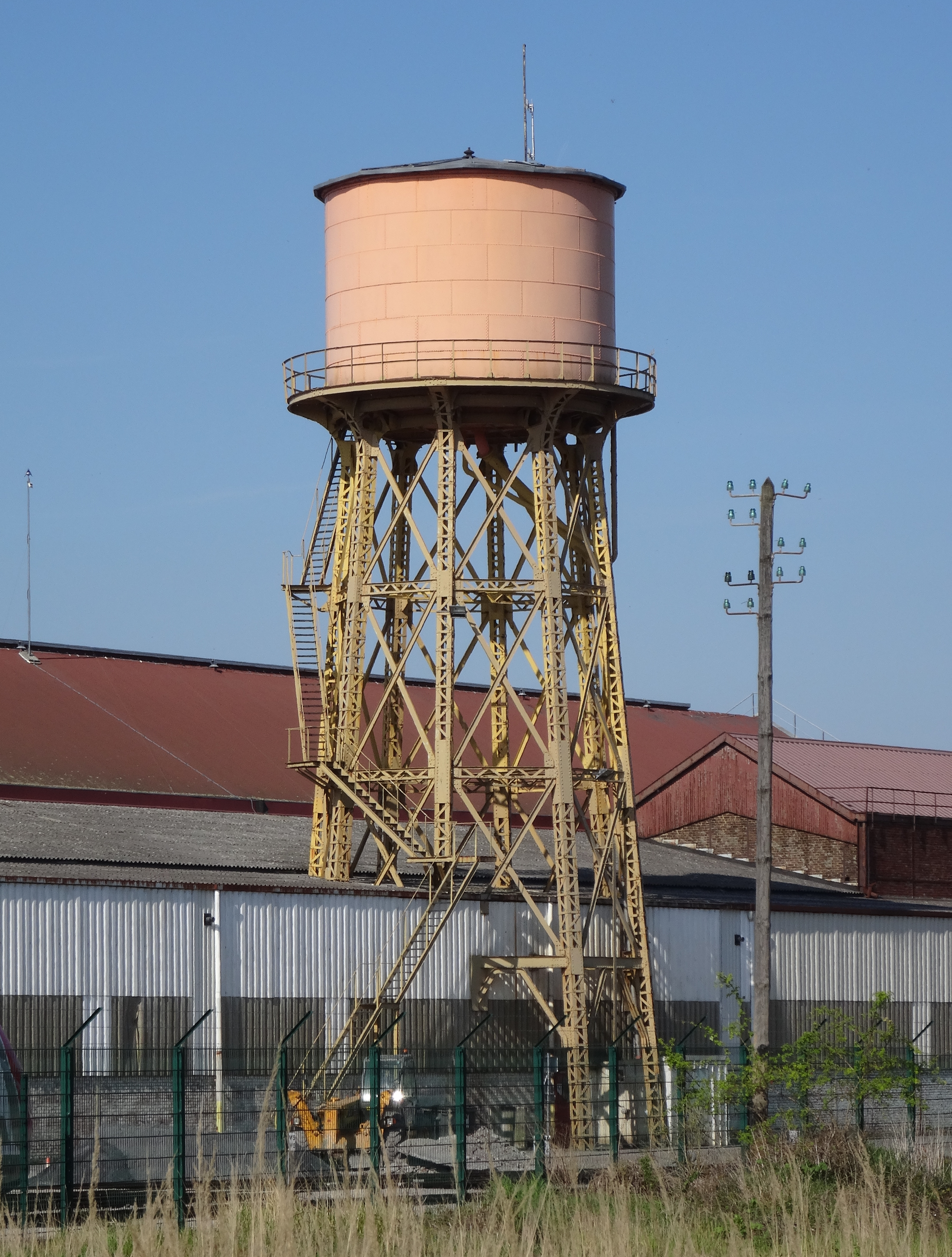
Wasserturm
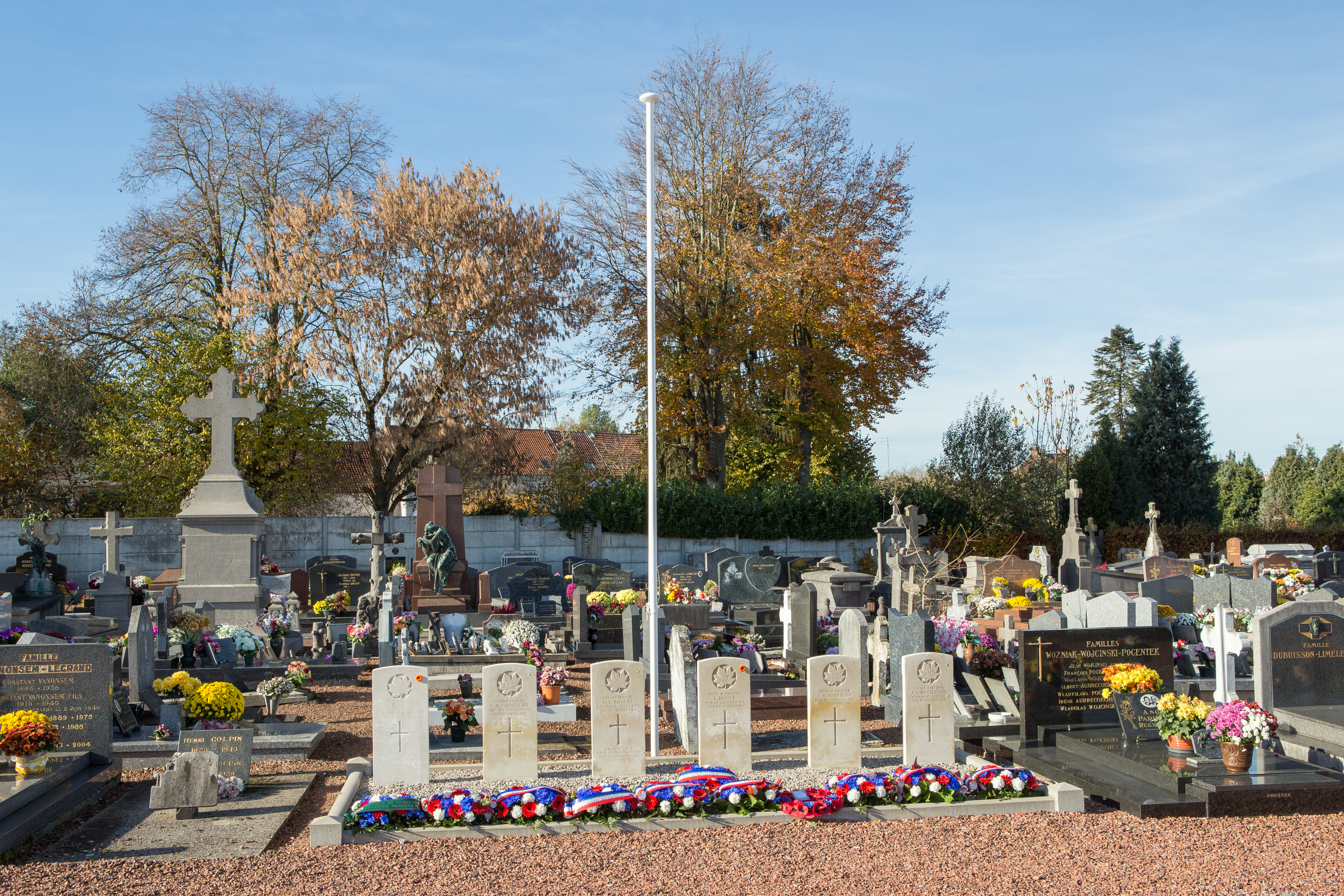
Soldatenfriedhof

## Wirtschaft und Infrastruktur
Der Namen des Ortsteils Blanc-Misseron wurde als Markennamen für Eisenbahnfahrzeuge verwendet, die von den Ateliers de construction du Nord de la France (ANF) gefertigt wurden. Dieses Unternehmen wurde 1882 durch die belgischen Ateliers métallurgiques als Montagewerk gegründete, um den französischen Markt mit Bahnfahrzeugen aus Belgien zu beliefern. Das Werk existiert immer noch. Es befindet sich in der Gemeinde Crespin in unmittelbarer Nähe von Blanc-Misseron und gehört seit 2021 zu Alstom.

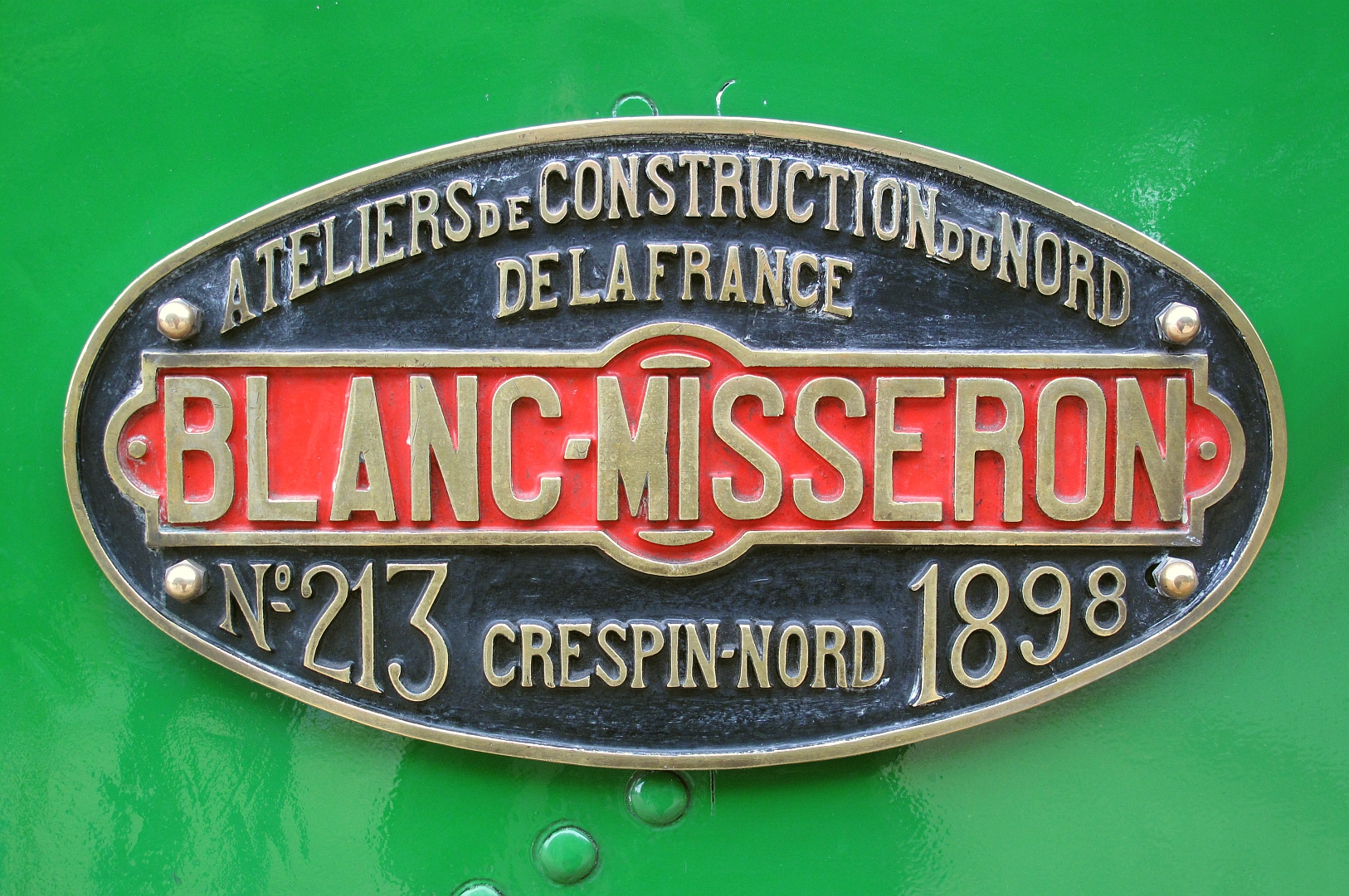
Firmenschild einer in Blanc-Misseron gebauten Straßenbahnlokomotive

## Persönlichkeiten
- José Samyn (1946–1969), Radrennfahrer